# Paraleprodera corrugata
Paraleprodera corrugata là một loài bọ cánh cứng trong họ Cerambycidae.